# Лиственница Кемпфера
Ли́ственница Ке́мпфера (лат. Lárix kaémpferi), или Лиственница япо́нская (яп. 唐松) — вид хвойных листопадных деревьев из рода Лиственница (Larix) семейства Сосновые (Pinaceae). Вид назван в честь Энгельберта Кемпфера.

## Распространение и экология
Эндемик острова Хонсю. Натурализовано на Сахалине.
Растёт в верхнем горном лесном поясе на высоте 1600—2700 м над уровнем моря, большими чистыми насаждениями или единично в лесах из ели аянской (Picea jezoensis), тсуги разнолистной (Tsuga diversifolia), сосны густоцветной (Pinus densiflora), пихты Вича (Abies veitchii), берёзы Эрмана (Betula ermanii), берёзы плосколистной (Betula platyphylla), a также на более низких высотах с дубом, грабом и буком.

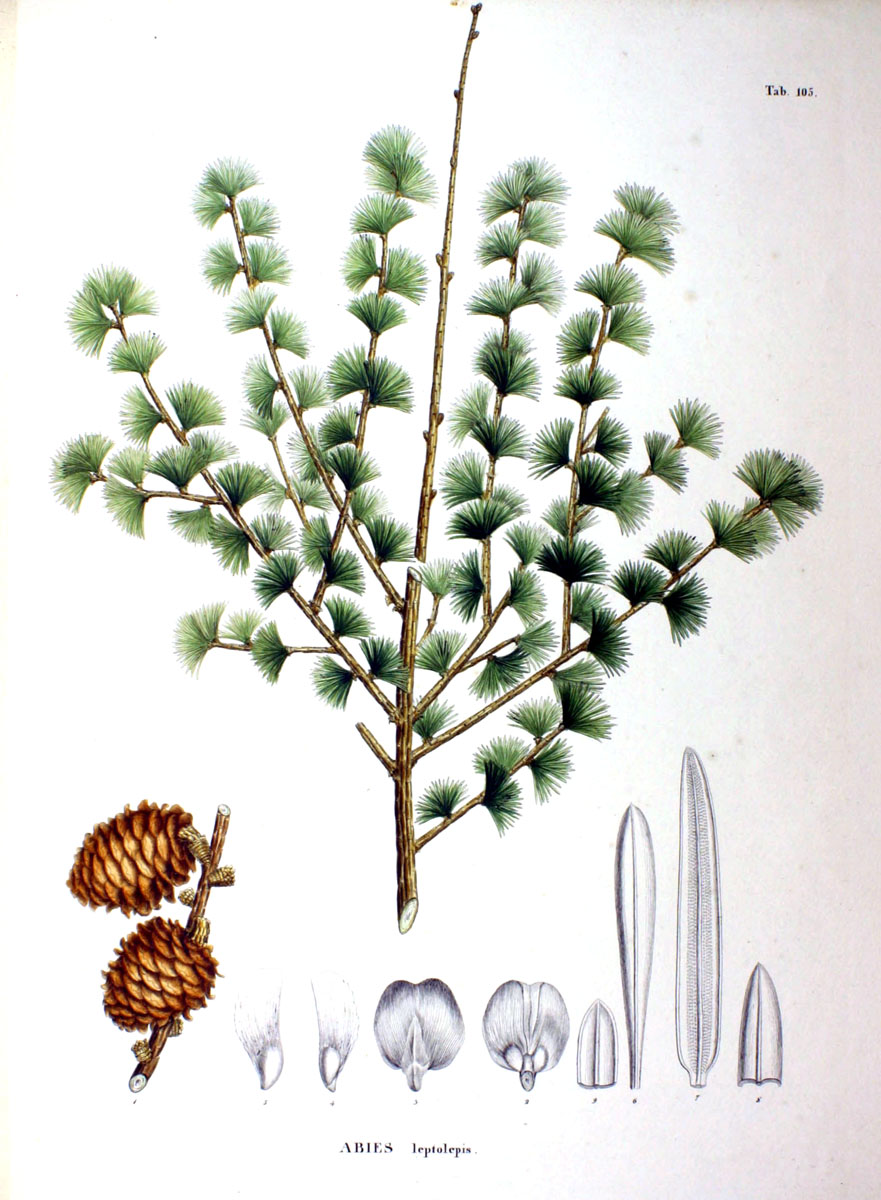
Ботаническая иллюстрация из книги Зибольда и Цуккарини Flora Japonica, Sectio Prima, 1870

Хорошо растёт в холодном и сухом климате, не страдает от поздних весенних заморозков. Лучше, чем другие лиственницы выносит затенение. В культуре успешно растёт на подзолистых и чернозёмных почвах; лучше развивается на свежих и мощных глинистых и песчаных почвах.
По данным Любови Васильевой и Леонида Любарского древесина на Сахалине поражается трутовиком окаймлённым (Fomitopsis pinicola).

## Ботаническое описание
Дерево высотой 30—35 м и диаметром ствола 50 (до 100) см. Молодые побеги в начале зимы светло-буровато-жёлтые, с сизоватым налётом, густо-опушённые или почти голые; двулетние — красновато-бурые. Кора на стволах сравнительно тонкая, продольно-трещиноватая, тонко-лущащаяся.
Почки конусовидные, бурые. Хвоя тупая, длиной около 15 (до 50) мм, сизая или сизовато-зелёная.
Соцветия желтовато- и красновато-зелёные. Шишки округло-овальные, длиной 20—35 мм, состоят из 45—50 (до 70) чешуек, расположенных в пяти—шести рядах. Семенные чешуйки тонкие, хрупкие, красновато-светло-коричневые; кроющие чешуйки наполовину короче семенных, яйцевидные или ланцетно-приострённые, коричнево-красные. Семена длиной 3—4 (до 5) мм, с блестящим коричневым крылом. Вес 1000 семян 3,7—4,6 г.
Этот вид лиственницы отличается от других слегка закрученными по спирали ветвями и красновато-коричневой трещиноватой корой. За год даёт прирост 25 см в высоту и 10—15 см в ширину. Плодоносить начинает на 15—20-м году жизни.

## Значение и применение
Древесина этого дерева, как и у других лиственниц, обладает прочностью и устойчивостью к гниению, легко обрабатывается, благодаря чему широко используется в строительстве и мебельной промышленности.
В Европе интродуцирована с 1861 г. В ботаническом саду Петра Великого с 1863 года.

## Таксономия
Вид Лиственница Кемпфера входит в род Лиственница (Larix) семейства Сосновые (Pinaceae) порядка Сосновые (Pinales).
|  |               |  |                          |                          |                    |  | ещё 6 семейств (согласно Системе APG II) | ещё 6 семейств (согласно Системе APG II) |                          |  |  |  | ещё 11 видов |
|  |               |  |                          |                          |                    |  | ещё 6 семейств (согласно Системе APG II) | ещё 6 семейств (согласно Системе APG II) |                          |  |  |  | ещё 11 видов |
|  |               |  |                          | порядок Сосновые         |                    |  |                                          |                                          | род Лиственница          |  |  |  |              |
|  |               |  |                          | порядок Сосновые         |                    |  |                                          |                                          | род Лиственница          |  |  |  |              |
|  | отдел Хвойные |  |                          |                          | семейство Сосновые |  |                                          |                                          | вид Лиственница Кемпфера |  |  |  |              |
|  | отдел Хвойные |  |                          |                          | семейство Сосновые |  |                                          |                                          |                          |  |  |  |              |
|  |               |  | ещё три вымерших порядка | ещё три вымерших порядка |                    |  |                                          | ещё 10 родов                             | ещё 10 родов             |  |  |  |              |
|  |               |  |                          | ещё три вымерших порядка |                    |  |                                          |                                          | ещё 10 родов             |  |  |  |              |

## Названия
Другие русские названия — тонкочешу́йчатая, или тонкочешу́йная, или япо́нская.
В синонимику латинского названия входят:
- Pinus kaempferi Lambert 1824
- Larix kaempferi (Lambert) Carriére var. rubescens Inokuma
- Larix kaempferi (Lambert) Carriére f. rubescens (Inokuma) T. Shimizu 1983
- Pinus larix Thunb. 1784 non Linnaeus 1753
- Abies leptolepis Siebold et Zuccarini 1842
- Pinus leptolepis (Siebold et Zuccarini) Endlicher 1847
- Larix leptolepis (Siebold et Zuccarini) Gordon 1858
- Larix japonica hort. ex Carriére 1855
- Larix japonica A. Murray bis 1863 non Carriére 1855
- Larix leptolepis var. louchanensis Y. de Ferré et M.T. Augère 1943